# Kim Yun-man
Kim Yun-man (Gyeonggi-do, 25 februari 1973) is een voormalig Zuid-Koreaans schaatser. Kim was gespecialiseerd op de sprint afstanden 500 en 1000 meter.
Kim was de eerste Zuid-Koreaan die een schaatsmedaille behaalde op de Olympische Spelen. In het Franse Albertville werd hij in 1992 tweede op de 1000 meter.
In 1995 werd hij wereldkampioen sprint op de schaats.

## Persoonlijke records
| Afstand      | Tijd     | Datum            | Baan    |
| ------------ | -------- | ---------------- | ------- |
| 500 meter    | 36,05    | 17 januari 1998  | Calgary |
| 1000 meter   | 1.12,50  | 15 februari 1998 | Nagano  |
| 1500 meter   | 1.54,94  | 5 december 1993  | Hamar   |
| 3000 meter   | 4.24,56  | 12 november 1988 | Inzell  |
| 5000 meter   | 7.55,43  | 28 december 1989 | Seoel   |
| 10.000 meter | 17.21,24 | 24 februari 1988 | Seoel   |

## Resultaten
| Jaar | Olympische Spelen  | WK Afstanden      | WK Sprint | WK Junioren |
| ---- | ------------------ | ----------------- | --------- | ----------- |
| 1990 |                    |                   |           | NC20        |
| 1991 |                    |                   |           | 20e         |
| 1992 | 10e 500m · 1000m   |                   |           | NC17        |
| 1993 |                    |                   | -         |             |
| 1994 | 14e 500m 18e 1000m |                   | 8e        |             |
| 1995 |                    |                   | Goud      |             |
| 1996 |                    | -                 | NS2       |             |
| 1997 |                    | 16e 500m          | 16e       |             |
| 1998 |                    | 7e 500m 20e 1000m | 10e       |             |

- = geen deelname
NC# = niet gekwalificeerd voor de laatste afstand, maar wel als # geklasserd in de eindrangsschikking
NS2 = niet gestart op de 2e afstand

### Medaillespiegel
| kampioenschap     | goud | zilver | brons |
| ----------------- | ---- | ------ | ----- |
| Olympische Spelen | 0    | 1      | 0     |
| WK Afstanden      | 0    | 0      | 0     |
| WK Sprint         | 1    | 0      | 0     |
| WK Junioren       | 0    | 0      | 0     |